# Condado de Varaždin

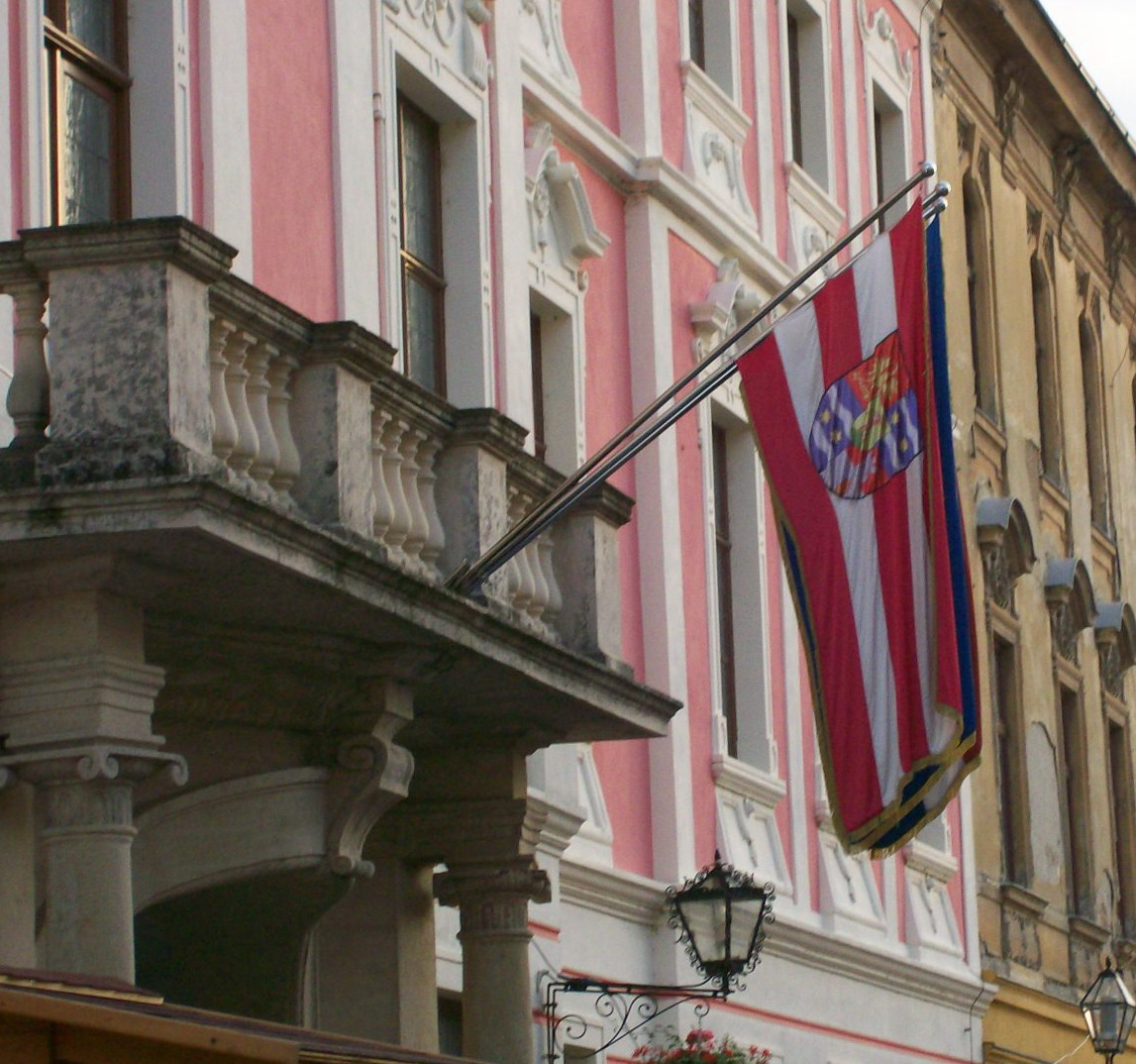
Bandera del Condado en Palacio del Condado (Varaždin).

El condado de Varaždin (en croata: Varaždinska županija) es un condado croata. La población del condado era de 183 730 habitantes en 2001. Su centro administrativo es la ciudad de Varaždin.

## Ciudades y municipios
El condado de Varaždin está dividido en 6 ciudades y 22 municipios:

### Ciudades
- - Ivanec
  - Lepoglava
  - Ludbreg
  - Novi Marof
  - Varaždin
  - Varaždinske Toplice

### Municipios
- - Bednja
  - Breznica
  - Breznički Hum
  - Beretinec
  - Cestica
  - Donja Voća
  - Gornji Kneginec
  - Jalžabet
  - Klenovnik
  - Ljubešćica
  - Mali Bukovec
  - Martijanec
  - Maruševec
  - Petrijanec
  - Sračinec
  - Sveti Đurđ
  - Sveti Ilija
  - Trnovec Bartolovečki
  - Veliki Bukovec
  - Vidovec
  - Vinica
  - Visoko